# Rebecca, la prima moglie (miniserie televisiva)
Rebecca, la prima moglie è una miniserie televisiva del 2008 diretta da Riccardo Milani. La storia è liberamente ispirata all'omonimo romanzo del 1938 di Daphne du Maurier.

## Trama

### Prima puntata
Negli anni '30, a Montecarlo, la giovane Jennifer, che fa la dama di compagnia, conosce un nobile inglese, Maxim de Winter, che ha da poco perso la moglie Rebecca. L'uomo ritrova accanto a Jennifer la pace e la sposa.
Dopo un bellissimo viaggio di nozze i due arrivano al maniero di Manderley, da molti secoli residenza dei de Winter. Lì la novella signora de Winter si scontra con il mito di Rebecca, che tutti ricordano come una splendida donna immensamente adorata dal marito. Gli sbalzi d'umore di Max e la fosca presenza della signora Danvers, la governante che vive nel rimpianto della morta, non fanno che aumentare il disagio di Jennifer che approfitta di un'assenza del marito per entrare nelle stanze che erano state di Rebecca e che la governante mantiene in perfetto stato. Dopo un'accesa contrapposizione con la Danvers, la giovane corre via da quelle camere colme di segreti, rotola per l'ampia scala del castello e perde conoscenza. Tutti hanno timore per la sua vita.
- Ascolti: telespettatori 6 869 000 – share 25,79%[3].

### Seconda puntata
Il marito ritorna da Londra e Jennifer, rinfrancata dalla sua presenza, si riprende, senza però confessargli del furioso litigio con la Danvers. Jennifer, sciaguratamente, non si accorge della trappola che la Danvers medita a danno del suo matrimonio e del suo amore per Max; inconsapevole, la ragazza entra nella sala delle feste di Manderley durante un ballo in maschera indossando lo stesso abito (suggeritole dalla Danvers) portato da Rebecca poco prima di perire in mare durante una tempesta. Max si allontana dalla sala e gli invitati lasciano in silenzio Manderley. Jennifer è distrutta, ma affronta con forza la Danvers che le si oppone con astio, fino a condurla sull'orlo di una ringhiera per buttarla giù. Jennifer sta per cadere quando il suono della sirena d'allarme si diffonde dalla baia.
Un naufragio chiama tutta Manderley al soccorso. Jennifer segue Max, tra i primi a giungere sul luogo del naufragio, lo stesso tratto di costa nel quale Rebecca perse la vita. Ma quella sera viene ritrovato il panfilo su cui Rebecca scomparve in mare. Max racconta alla moglie che Rebecca gli era infedele e che morì accidentalmente durante una lite, trovandosi quindi costretto a simulare l'affondamento del panfilo. Ora le prove sono contro di lui: Jack Favell, cugino e amante di Rebecca, cerca di farlo accusare. I de Winter affrontano uniti le avversità e quando una rivelazione finale (Rebecca, alla quale restavano solo due mesi di vita a causa di un cancro in stadio avanzatissimo, aveva detto al medico che l'aveva visitata che non si sarebbe lasciata divorare dalla malattia) libera Max da ogni sospetto, la Denvers viene colta da un'ultima, disperata follia, quella di darsi la morte incendiando il castello.
- Ascolti: telespettatori 8 554 000 – share 32,80%[4].

## Produzione
- Nonostante l'ambientazione della miniserie sia tra Montecarlo e l'Inghilterra, essa è interamente girata a Trieste. La residenza di Manderley dei de Winter non è altro che il castello di Miramare, mentre il castello che si intravede nelle scene che si svolgono presso la scogliera è il castello di Duino. Altre riprese si sono svolte al Civico Museo Morpurgo e al Museo Revoltella; sono presenti inoltre la Strada Napoleonica e il Palazzo della Prefettura[5].
- Le riprese sono iniziate il 18 giugno 2007 in Via San Michele[5].
- Sia nel libro che nel film del 1940 diretto da Alfred Hitchcock non viene mai svelato il nome della protagonista, la quale viene chiamata sempre e soltanto "Signora de Winter". Qui invece si è voluto darle il nome Jennifer[5].
- Nella scena dell'incendio, con la complicità dell'addetto stampa Enrico Lucherini, Mariangela Melato finse di svenire per l'intossicazione da fumo, traendo in inganno non solo numerosi giornalisti ma anche i vigili del fuoco presenti sul posto[2].